# 프레몽트레회
프레몽트레회는 의전수도회 중의 하나이다. 성 노베르토(St. Norbertus)에 의해 1120년에 창설된 수도회이다. 이전 수도원이 관상적 수도생활에 집착했다면 13세기에는 탁발수도회가 사도적 삶을 추구한다. 프로몽트레회는 관상과 사도적 삶을 접복시킨 수도회라할 수 있다. 노베르토에 의해 처음 창설될 때는 엄격하게 아우구스티누스의 규칙을 따랐다. 그러나 시간이 지나면서 조금씩 완화 된다. 1126년에 교황의 정식 인가를 받았게 되어 12세기 적지 않은 영향력을 발휘한다. 창설자인 노베르토는 수도적 생활보다는 전도자의 삶을 충실했던 탓에 프레몽트레회의 초기 생활은 선교적 성향이 매우 강했다.